# De boliche en boliche
«De boliche en boliche» es una popular canción compuesta y producida por Francis Smith en el año 1969. Fue interpretada por Quique Villanueva con su grupo Los Náufragos en ese mismo año. Tanto la letra como la música dan un tono festivo de alegría sana, como cuando alguien va a bailar de un lugar a otro. Esta es quizás una de las canciones más famosas del grupo, como también lo son «Zapatos rotos» y «Yo en mi casa y ella en el bar».